# Mitsubishi B2M
Il Mitsubishi B2M era un aerosilurante imbarcato biplano prodotto dall'azienda giapponese Mitsubishi Heavy Industries negli anni trenta ed utilizzato dalla Dai-Nippon Teikoku Kaigun Kōkū Hombu, la componente aerea della Marina imperiale giapponese, durante la seconda guerra sino-giapponese.

## Storia del progetto
Nel 1927, la Mitsubishi commissionò alla britannica Blackburn Aircraft un progetto per un velivolo da proporre alla specifica emessa da parte della marina imperiale per la sostituzione del B1M. In caso di successo il progetto sarebbe stato prodotto su licenza in Giappone dalla stessa Mitsubishi.
La Blackburn incaricò i propri progettisti che presentarono uno sviluppo ingrandito del loro Ripon, il Blackburn T.7B, che era allora in fase di sviluppo per una fornitura alla Fleet Air Arm. Il T.7B era caratterizzato da una configurazione alare biplana, dotata di alette Handley Page sul bordo d'attacco ed un elevato valore di allungamento alare, e spinto da un motore Hispano-Suiza 12Lbr da 625 hp (466 kW).
La commissione esaminatrice dichiarò vincitore il progetto esposto dalla Mitsubishi che richiese all'azienda britannica la costruzione di un prototipo al quale venne assegnato la designazione ufficiale 3MR4. Il velivolo venne portato in volo per la prima volta il 28 dicembre 1929 sulla pista aziendale situata a Brough, nell'East Riding of Yorkshire quindi inviato via nave nel febbraio 1930.
In Giappone vennero realizzati altri tre prototipi prima che ne fosse richiesta la fornitura come Aereo imbarcato per la marina Tipo 89-1 Modello 1 o Mitsubishi B2M1.

## Tecnica

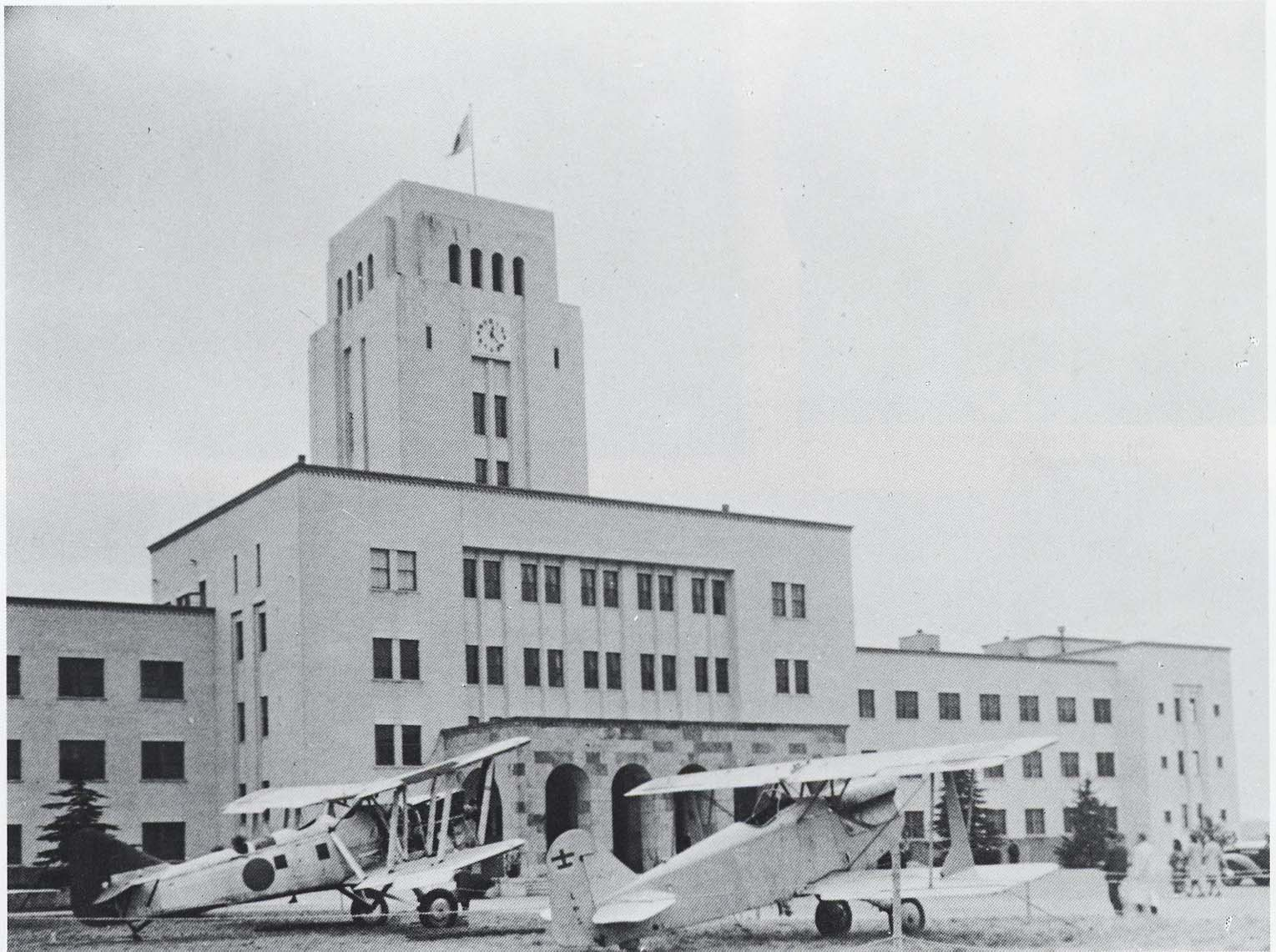
Il Kawasaki KDA-5, in primo piano, ed il Mitsubishi B2M, in secondo piano, esposti davanti all'istituto di tecnologia di Tokyo, 1940.

Il B2M era un velivolo dall'aspetto tradizionale per l'epoca, monomotore biplano con carrello fisso.
La fusoliera era caratterizzata dalla presenza di tre abitacoli aperti in tandem, l'anteriore per il pilota ed i posteriori per l'osservatore ed il mitragliere, protetti da parabrezza frangivento. Posteriormente terminava in un impennaggio classico monoderiva e piani orizzontali controventati con montanti in tubo d'acciaio.
La configurazione alare era biplana, con l'ala inferiore dall'apertura leggermente superiore e traslata verso la parte posteriore. Entrambe erano di forma rettangolare con raccordi rastremati alle estremità alari e dotate di alettoni, collegate tra loro tramite due coppie di montanti tubolari integrati da tiranti in cavo d'acciaio mentre il piano centrale superiore era collegato alla fusoliera tramite un castello tubolare.
Il carrello d'atterraggio era un semplice biciclo anteriore fisso ed ammortizzato, integrato posteriormente da un pattino d'appoggio.
La propulsione era affidata ad un motore Hispano-Suiza 12Lbr posizionato sul muso, un 12 cilindri a V a ciclo Otto raffreddato a liquido, dotato di radiatore posto sulla parte inferiore, capace di erogare una 650 hp (485 kW) ed abbinato ad un'elica bipala.

## Impiego operativo
Il B2M1 entrò in servizio operativo nel 1932 andando ad equipaggiare le portaerei Akagi, Kaga e Hōshō. Alcune modifiche minori atte a migliorarne la facilità di manutenzione generò la versione B2M2 o Aereo imbarcato per la marina Tipo 89-2 che non ebbe significativi miglioramenti in termini di prestazioni rispetto alla versione da cui derivava.
La produzione complessiva delle due versioni si attestò ad un totale di 204 esemplari costruiti..
Entrambe le versioni furono intensamente impiegate nel 1937, durante operazioni di bombardamento sia ad alta che a bassa quota sul territorio cinese durante le prime fasi della seconda guerra sino-giapponese.

## Varianti e versioni
Blackburn T.7B
prototipo realizzato dalla Blackburn Aircraft.
Mitsubishi 3MR4
designazione dei tre prototipi di costruzione giapponese.
Misubishi B2M1
versione iniziale di produzione in serie.
Mitsubishi B2M2
sviluppo della versione B2M1 caratterizzata da modifiche all'impennaggio di coda e dall'apertura alare ridotta.

## Utilizzatori
Giappone
- Dai-Nippon Teikoku Kaigun Kōkū Hombu